# Josefa Tolrà i Abril
Josefa Tolrà i Abril (Cabrils, 1880 – 1959) fou una mèdium catalana, coneguda pels seus dibuixos fets en el moment del trànsit. La seva obra artística va sorprendre Joan Brossa, Modest Cuixart o Antoni Tàpies. El Museu Reina Sofia, el Museu d'Art Contemporani de Barcelona, Can Palauet (Mataró) i l'Institut d'Estudis Ilerdencs han exposat part de la seva obra. El 2015 es va incorporar obra seva a l'exposició temporal Del segon origen. Arts a Catalunya 1950-1977 que va tenir lloc al Museu Nacional d'Art de Catalunya, comissariada per Valentín Roma i Juan José Lahuerta.
La vida l’obra de Josefa Tolrà i Abril ha estat investigada principalment per Pilar Bonet Julve i Sandra Martínez Pascual.

## Biografia
Josefa Tolrà i Abril va néixer l’any 1880 a Cabrils, a la comarca del Maresme on, des de jove va treballar a la fàbrica tèxtil. Es va casar amb Jaume Lladó, treballador del camp, i van tenir tres fills: Joan, Maria i Pere. En Pere, el fill petit, va morir d’una llarga malaltia als 14 anys i en Joan va morir durant la Segona Guerra Mundial en un camp de concentració.
La mort dels seus dos fills va provocar en Josefa Tolrà un dolor profund i un període de tristesa absoluta. Va ser durant aquesta època quan va començar a connectar amb l'espiritualitat, escoltava veus al seu interior i sentia l'energia de l’univers. Aconsellada per un amic de la família vinculat a l'espiritisme, en Jordi Galbany, va començar a deixar-se guiar per aquestes veus i va començar a plasmar els missatges en escrits i dibuixos. Utilitzà llibretes, làmines de dibuix de gran i petit format així com altres tipus de formats; dibuixava amb bolígrafs, llapis o retoladors. La Josefa Tolrà va produir gran nombre d’obres, també va crear brodats que poden recordar les obres d'altres artistes mèdiums com són Madge Gill o Jeanne Tripier.
Artistes catalans es van interessar per Josefa Tolrà, a qui van tenir accés segurament mitjançant l'escultor Moisès Villèlia. La varen conèixer persones com Joan Obiols, Alexandre Cirici Pellicer, Modest Cuixart, Antoni Tàpies, Magda Bolumar, Maria Dolors Orriols o Manel Cuyàs. Però va ser l’artista Joan Brossa qui es va sentir més fascinat per Josefa Tolrà i la va visitar diverses vegades, se’n conserva un enregistrament en vídeo de l’artista parlant sobre Josefa Tolrà.
La primera exposició de Josefa Tolrà va ser a la Sala Gaspar de Barcelona l’any 1956, va tenir la durada d’una nit, la del 18 de febrer.
Josefa Tolrà i Abril va morir als 79 anys, el 16 d’octubre de 1959.

## Creació artística
Josefa Tolrà i Abril no va rebre una educació artística. Les seves creacions són dibuixos, pintures, brodats i escrits que capten la seva connexió amb els esperits. Les seves obres estan plenes de petites ratlles, espirals, cercles que van conformant els dibuixos. La mèdium tracta temes bíblics, escenes costumistes, personatges històrics i figures femenines vinculades al món espiritual o esotèric.
La seva obra es relaciona amb creacions d'Art Brut o Outsider Art. Les obres de Josefa Tolrà són conservades majoritàriament al Museu Nacional Centro de Arte Reina Sofía (MNCARS), LaM – Lille Métropole Musée d'art moderne, d'art contemporain et d'art brut i al Museu d'Art Contemporani de Barcelona.

## Exposicions

### Exposicions monogràfiques
- Exhibició de pintures i dibuixos de Josefa Tolrà. Sala Gaspar, Barcelona. Gener 1956.
- Josefa Tolrà. Mèdium i Artista. Can Palauet, Mataró. Desembre de 2013 a Març 2014.
- Josefa Tolrà. Mèdium i Artista. Institut d'Estudis Illerdencs, Lleida. Desembre de 2014 a Febrer de 2015.
- Josefa Tolrà. Mèdium i Artista. Tinglado 2 del Moll de Costa, Tarragona. Maig de 2016 a Juliol 2016.
- La mèdium i el poeta: una conversa astral entre Josefa Tolrà i Joan Brossa. Fundació Joan Brossa, Barcelona. De març a octubre de 2020.

### Exposicions a mostres col·lectives
- Revolt d'associacions. Baixada de les escaletes, Mataró. De febrer a març de 1998.
- El retorno de lo imaginario. Museu Nacional Centro de Arte Reina Sofía, Madrid. De maig a agost de 2010.
- ¿La guerra ha terminado? Arte en un mundo dividido (1945- 1968). Museu Nacional Centro de Arte Reina Sofía, Madrid. Novembre 2010 – actualitat.
- Maniobra de Perejaume. Museu Nacional d'Art de Catalunya, Barcelona. Octubre 2013 a gener 2015.
- Manualmente. Galeria +R, Barcelona. Octubre a Novembre 2014.
- Les cahiers dessiné.s La Halle Saint Pierre, París. Gener a Agost 2015.
- Del segon origen. Arts a Catalunya 1950-1977. Museu Nacional d'Art de Catalunya Barcelona. Juliol a Octubre de 2015.
- Nada temas, dice ella. Museo Nacional de Escultura, Valladolid. Novembre de 2015 a febrer de 2016.
- Campo cerrado. Arte y poder en la posguerra española. 1939- 1953. Museu Nacional Centro de Arte Reina Sofía, Madrid. Abril a setembre de 2016.
- Lenguaje esférico. Galeria Dosmilvacas, Ponferrada. Maig a setembre de 2016.
- Art a Mataró 1984-2016. Anys d'actituds i possibilitats: Tram 2006-2016. Ca l'Arenas, Museu de Mataró, Mataró. Juny a octubre de 2016.
- ALMA, médiums i visionàries. Es Baluard Museu d'Art Contemporani de Palma, Palma. Febrer a juny de 2019.
- La mà guiada. Josefa Tolrà (1880-1959) - Madge Gill (1882-1961). Dones visionàries. Museu Nacional d'Art de Catalunya, de juliol a novembre de 2023.
- Quina humanitat? La figura humana després de la guerra (1940-1966). Museu Nacional d'Art de Catalunya, del 27 d’octubre de 2023 a l’11 de febrer de 2024.[8]